# Municipio de Braceville (Ohio)
El municipio de Braceville (en inglés: Braceville Township) es un municipio ubicado en el condado de Trumbull en el estado estadounidense de Ohio. En el año 2010 tenía una población de 2856 habitantes y una densidad poblacional de 46,07 personas por km².

## Geografía
El municipio de Braceville se encuentra ubicado en las coordenadas 41°14′11″N 80°57′6″O / 41.23639, -80.95167. Según la Oficina del Censo de los Estados Unidos, el municipio tiene una superficie total de 61.99 km², de la cual 61,62 km² corresponden a tierra firme y (0,6 %) 0,37 km² es agua.

## Demografía
Según el censo de 2010, había 2856 personas residiendo en el municipio de Braceville. La densidad de población era de 46,07 hab./km². De los 2856 habitantes, el municipio de Braceville estaba compuesto por el 94,75 % blancos, el 2,91 % eran afroamericanos, el 0,42 % eran amerindios, el 0,32 % eran asiáticos, el 0,53 % eran de otras razas y el 1,09 % eran de una mezcla de razas. Del total de la población el 1,44 % eran hispanos o latinos de cualquier raza.